# Longing for Dawn
Longing for Dawn — канадская фьюнерал-дум группа. Сами участники коллектива отказываются сочинять свою детальную биографию, аргументируя это своим, по их мнению, малозначительным вкладом в музыкальное искусство.

## Состав
- Stefan Laroche - вокал
- Simon Carignan — гитара
- Francois C. Fortin — ударные
- Frederic Arbour — гитара
- Etienne Lepage — бас

### Бывшие участники
- Sylvain Marquette — ударные
- Stian Weideborg — гитара

## Дискография
- One Lonely Path (2005, Twilight Foundation)
- A Treacherous Ascension (2007, Grau Records)
- Between Elation and Despair (2009, Grau Records)